# Precis obscurata
Precis obscurata är en fjärilsart som beskrevs av Ball 1932. Precis obscurata ingår i släktet Precis och familjen praktfjärilar. Inga underarter finns listade i Catalogue of Life.